# كبودرأهنغ
كبودرأهنغ (بالفارسية: کبود-راهنگ) هي مدينة تقع في إيران في البلدة المركزية. يقدر عدد سكانها بـ 19,216 نسمة .

## أعلام
- أحمد غوهري
- مجذوب علي شاه